# かざり
かざりは、日本のタレント、女優。三重県出身。元陸上自衛官。
キャッチフレーズ「恐ろしく美しい元自衛官」 。ファン公称「かざりすと」。所属「かざりぷろじぇくと」。

## 来歴
- 日本大学芸術学部デザイン学科卒業後、陸上自衛隊に入隊[5]。2015年から2017年まで勤務（通信科に所属）。
  - 自衛隊に全く興味がなかったが、大学生の頃、アニメ ガールズアンドパンツァーにハマり、本物の戦車を見たい！という思いから陸上自衛隊の駐屯地に行く機会があり、そこで働く自衛官の方たちの、優しくてまっすぐな姿を見て入隊を決意。両親からは反対されたが、説得し入隊。実の祖父も元陸上自衛官である[6][7]。
  - 元々は自衛隊の広報活動がしたくて入隊したが、昇任できなくなるほどの大腿骨頭壊死症に罹り[8]、自衛隊での仕事を断念[9]。「自衛隊に入隊してなかったら今の自分はなかった」と言い、良い経験ができたと語っている。
- 任期満了で退職後、芸能活動を開始。その異色の経歴から「元自衛官タレント」と紹介されることが多い。
- 退職後に、防衛省の自衛隊東京地方協力本部国分寺募集案内所で初代応援大使に任命され、自衛隊の広報活動を開始[10]。「自衛官のころはできなかったけれど、今自分の芸能活動を通して、自衛隊のPRをできていることが大変光栄です」と発言[11]。
- 月刊アームズマガジン誌ホビー誌として異例の表紙4回抜擢。

## 肩書
- 陸上自衛隊東部方面オピニオンリーダー就任（最年少）
- 陸上自衛隊小平駐屯地 女性活躍推進特別アドバイザーに就任[12]。
- 三重県警津警察署1日警察署長（2022年）[13][14]
- 初代大湊自衛隊グルメマネージャー就任
- Mieライブ 準レギュラーコメンテーター（2022年、三重テレビ）[15]
- ハッピードリームサーカス三重公演 公式アンバサダー（2022年）[16]

## 人物
- 幼少期は写真を撮られるのが苦手であまり笑顔が無かった。
- 小学校まで走るのが早く、どちらかと言うとアウトドア派でお転婆だった。
- 身長158cm。「かざり」という芸名の由来は、高校時代に読んだ小説「ZOO」の登場人物の名前から。本格的に芸能活動を開始する時に、苗字を付けようと思ったが、「どんな目上の人からも名前で呼ばれるのが嬉しい」らしく、つけるのをやめた。
- コミックマーケットにおいてコスプレイヤーとして制服の女の子が武器を持つ「武装JK」の火付け役であり先駆者[17][18]。「オタク、美大、自衛隊などを経験して自分なりに表現するクリエイター」[19]。
- プラモデルを手でもぎって作るものだと思っていた、撮影中に現れる「トリガーおじさん」におびえているとか[20]。
- 自身の本が女性に目の前で買われた時に「その本、私なんです！と言いたかったけど、心に留めました。」とシャイな一面も持つ。

### 趣味・嗜好
- 特技はモールス信号、銃を構えること、ソフトテニス。エンジンの音で飛行機の機種が分かるほどの航空機マニアでもある[18]。
- 趣味はデザイン、コスプレ、絵を描くこと[21]。自身のグッズも、自分でデザイン、制作している。
- マイブームは、紅茶を淹れること。マルコポーロという紅茶を推している[22]。
- アニメオタク、コスプレイヤーでもあり、好きな作品は攻殻機動隊、ガールズ&パンツァー、ヨルムンガンド、BLACK LAGOON、Lain。SFや、強い女性が出てくる作品が好き。
- 初めてコスプレしたのは高校生当時に流行っていた『テニスの王子様』のキャラクター。
- 私有軍用車を乗り回しソロキャンプにハマっている。

### 人間関係
- タレントの足立梨花は、中学時代の同級生で、同じソフトテニス部に所属していた。
- 声優の東城咲耶子と仲が良く、プライベートでは一緒に駐屯地や基地に遊びに行く仲[23]。

## 出演

### レギュラー
- 株式会社ホビージャパン「月刊アームズマガジン」連載（2018年～2022年）
- 三重県観光連盟 広報「観光三重」（2021年～現在）
- Mieライブ　準レギュラーコメンテーター（2022年～、三重テレビ）[24]

### テレビ
- サバイバループ[25]（2018年、BSスカパー!）
- スクール革命！（2019年、日テレ）[18]
- 報道・情報番組 Nスタ （2020年、TBSテレビ）
- 朝生ワイド す・またん/ZIP（2021年、YTV）
- ガチなキャンプでごめんなさい出演（2021年、MBS GAORA）
- 日経テレ東大学（2022年、テレビ東京）
- よしお兄さんのもっとパパにみえてきましたね（2022年、CBCテレビ）
- 情報番組 アップ！（2023年、メ～テレ 名古屋テレビ）
- TBS NEWS DIG（2023年、MRO北陸放送）
- 日テレニュース NNN イージス艦みょうこう撮影秘話（2024年、日本テレビ）

### CM、広告
- 新東京自動車教習所（2019年）[26]
- BANDAI　エースコンバット×トップガンマーヴェリックPR （2022年）
- 三重県広報CM（2022年）
- デアゴスティーニCM（2022年）
- 日本大学芸術学部番組「日藝CROSS」三宅由佳莉さんと対談（2024年）

### 公務・広報活動
- 防衛大学校開校祭初代アンバサダー（2019年）
- 陸上自衛隊小平駐屯地　１日駐屯地司令（2019年）
- 三重県デジタル社会推進局「三重で遊び隊」就任（2021年）
- 陸上自衛隊東部方面隊音楽まつりCM（2022年）
- 海上自衛隊公式YouTubeチャンネル 出演（2022年）
- 海上自衛隊大湊自衛隊グルメマネージャー（2022年～）
- 航空自衛隊岐阜基地　１日基地司令（2023年）
- 航空自衛隊奈良基地　１日基地司令（2024年）
- 航空自衛隊芦屋基地　１日基地司令（2024年）
- 防衛省・自衛隊公式番組 「芹澤大臣官房長（当時）と対談」出演（2023年）
- 防衛省・自衛隊公式番組 「防衛装備のいまとミライ」出演（2024年）
- 三重県警津警察署１日警察署長（2022年）
- 三重刑務所１日刑務所長（2024年）
- 警視庁×かざり　警視庁大震災時交通規制PR（2025年）
- 防衛省広報アドバイザー（2023年～）

### 映画
- ビューティフルドリーマー（2020年）カザリ 役[27]
- 阿彦哲郎物語（2023年、カザフスタン・日本合同制作映画）秀子 役

### ラジオ
- 青空ラジオ（2018年）
- さくら兵団（2019年、ラジオ大阪）
- CULTURE RADIO via TOKYO（2021年、zipFM77.8）
- くにまるジャパン極（2021年、文化放送）
- ゲツモク！（2021年、FM三重 レディオキューブ）
- POMie!（2021年、FM三重 レディオキューブ）

### 新聞・雑誌表紙
- 玄光社「フォトテクニックデジタル」表紙・中面グラビア（2020年）
- QRFマガジン（台湾雑誌）　表紙・中面グラビア（2020年）
- 株式会社ホビージャパン「月刊アームズマガジン」表紙・中面グラビア（2018年、2019年、2022年、2023年）
- 月刊コミックバンチ（コミックバンチKai）表紙・中面グラビア（2021年）
- 大日本絵画「月刊アーマーモデリング」表紙・中面グラビア （2021年）
- 扶桑社「MAMOR」インタビュー・中面グラビア（2021年）
- 扶桑社「MAMOR」表紙・巻頭グラビア（2024年）
- 中日スポーツ（2024年1月30日朝刊[28]）
- 日刊スポーツ（2024年1月30日朝刊[29]）

### イベント
- スイスジャパンマンガアニメナイト（2017年）佐土原かおりと共にゲスト出演[30]
- 自衛隊東京地方協力本部国分寺募集案内所応援大使（2017年 - ）
- Maker Faire Tokyo2018 イベントMC[31]
- 陸上自衛隊小平駐屯地 1日駐屯地司令（2018年・2019年）[32]
- 爆裂祭（2018年）[33]
- サバゲ祭り（2018年）ゲスト出演[34]
- 埼玉西武ライオンズ スペシャルナイター ゲスト出演（2019年）
- 第7回模型言論プラモデガタリ コメンテーター出演（2019年）[35]
- 中村桜×かざりの夏ミリ祭り！（2019年）[36]
- 初心者みんなで気軽にサバゲーやってみよう！（2019年）[37]
- 防衛大学校開校祭 開校祭アンバサダー（2019年）[38]
- 有明防災フェア防災アンバサダー（2022年）[39]
- むつゲートウェイフェスティバルアンバサダー（2022年）[40]
- 『かみながしじま 〜輪廻の巫女〜』公式コスプレイヤー岳美エイレン沙良 役（2022年）[41]
- ハッピードリームサーカス三重公演 公式アンバサダー（2022年）[16]
- 三重県警津警察署1日警察署長（2022年）[13][14]

### ゲーム（声優）
- 清水港クエスト（2019年、婆娑羅Project合同会社）かざり 役

### モデル
- ホビージャパン「アームズマガジン」（2018年5月号）表紙、巻頭特集
- ホビージャパン「イラストでまなぶ戦闘外傷救護」（2018年）モデル
- トミーテック「リトルアーモリー」2018年公式コスプレイヤー 朝戸未世役
- 玄光社「フォトテクニックデジタル」（2018年6月号）表紙、巻頭
- 自衛官募集ポスター2018・2019年公式モデル
- 「戦闘機になれるパーカー」2018年公式モデル[42]
- 秀和システム「海自オタがうっかり「中の人」と結婚した件。」3巻　マンガ、インタビュー出演
- 一般社団法人日本ミリタリーヴィークル協会（NMVA）2018年～公式モデル[43]
- Ural Japan 2019年モデル[44]
- ホビージャパン「アームズマガジン」2019年1月号 表紙[45]
- 博報堂プロダクツ「Prod.Ka」公式モデル[46]
- JOHN WICK PARABELLUM 管理部モデル[47]
- MOA Exhibition2019 TAIWAN JAPAN PRアンバサダー[48]
- MOA Exhibition2022 TAIWAN JAPAN PRアンバサダー
- STRICT-G 「機動戦士ガンダム」40th記念フェア[49]
- 株式会社「Scythe」サポーター[50]
- 株式会社トヨトミ「宿営暖房I型」アンバサダー[51]
- ホビージャパン「アームズマガジン」2022年8月号 表紙[52]
- ホビージャパン「アームズマガジン」2023年2月号 表紙[53]

### 声優
- 婆娑羅Project合同会社　「清水港クエスト」（2019年）かざり 役
- CosmicBreak Universal　なっちん&菊理ナツキ 役（2023年）

## 書籍
- YouTubeで超人気! 元女性自衛官かざりの即やせダイエット個人授業（宝島社、2021年1月12日）ISBN 978-4-299-01258-6

## 受賞歴・アンバサダー（公務以外）
- 全日本模型ホビーショー公式アンバサダー（2021年～現在）
- 石油ストーブメーカー「トヨトミ」公式アンバサダー（2022年）